# 大原栄
大原 栄（おおはら さかえ、1916年10月24日 - 2016年4月26日）は、日本の経営者。ダイハツ工業社長を務めた。愛知県出身。

## 経歴
1938年に名古屋高等工業学校電気学科を卒業し、同年に東京電灯に入社。
1943年9月に東海飛行機を経て、1945年9月にトヨタ自動車工業に転じる。1968年7月に取締役に就任し、1969年12月にダイハツ工業専務に就任し、1973年12月に副社長を就任。1975年9月に社長に昇格し、1982年9月から1986年9月までに会長を務めた。
1980年5月に藍綬褒章を受章し、1986年11月に勲二等瑞宝章を受章。